# Mehmed Spaho
Mehmed Spaho (13. března 1883, Sarajevo, Bosna a Hercegovina – 29. června 1939, Bělehrad, Království Jugoslávie) byl bosenskohercegovský politik bosňáckého původu. Mezi dvěma světovými válkami byl klíčovou politickou osobností politického života muslimů v Bosně a Hercegovině, od roku 1922 až do své smrti předsedal Jugoslávské muslimské organizaci. Jeho starší bratr Fehim Spaho byl v letech 1938–1942 reisu-l-ulemou, nejvyšším duchovním představitelem, islámského náboženského společenství v Jugoslávii.

## Životopis
Narodil se do rodiny Hasan-efendiji Spaha (1841–1915), předního znalce islámského práva, profesora (1885–1905) a ředitele (1905–1912) Šarí‘atské soudní školy v Sarajevu. V manželství s Fatimou Bičakčić zplodil šest dětí, syny Fehima (1877–1942), Mehmeda a Mustafu (1888–1964) a dcery Aišu (manželem Rašid Rašidkadić), Behiju (manželem Hamid Afgan) a Habibu.
Základní školu, ruždii (1890–1894), a gymnázium (1894–1902) navštěvoval v Sarajevu. Na Vídeňské univerzitě vystudoval práva, v tomto oboru získal i doktorát. Po návratu ze studií 1906 pracoval v advokacii (1906–1908 jako tzv. auskultant a nato 1908–1910 advokátní koncipient), nato působil jako tajemník vlivné obchodní a živnostenské komory. Tam začala jeho cesta k politice. Roku 1914 se stal zastupitelem v Sarajevu a podílel se na činnosti vlivných muslimských spolků. V následujících letech získal nemalý společenský vliv a stal se jedním z mála muslimských politiků, kteří se prosadili na politické scéně Království Srbů, Chorvatů a Slovinců, resp. Království Jugoslávie.
Roku 1918 přijal za svou myšlenku jihoslovanského státu, načež se roku 1919 připojil k Jugoslávské muslimské organizaci (JMO). Strana roku 1919 krátce působila ve vládě radikála Stojana Protiće a pak znovu za úřadování radikála Nikoly Pašiće (1921–1922). Při rozkolu strany roku 1922 zastával názor, že je třeba odejít do opozice vůči centralizované státní moci v Bělehradě a pro svůj postoj dokázal získat většinovou podporu. Stávající předseda JMO Ibrahim-efendija Maglajlić ze strany odešel a založil vlastní hnutí.
Když JMO roku 1924 nakrátko vstoupila do vlády demokrata Ljubomira Davidoviće, Spaho získal do kompetence resort financí. Poté následovala delší pauza vyplněná opoziční činnosti, kterou mezi lety 1927 a 1928 opět vystřídal návrat do vlády pod vedením radikála Velimira Vukičeviće. Roku 1929, kdy král Alexandr I. vyhlásil diktaturu, byla JMO stejně jako další politická hnutí úředně rozpuštěna. Spaho se nadlouho se svými příznivci stáhl do ústraní a prosazoval taktiku tiché rezistence. Do nejvyšší politiky se vrátil roku 1935 po parlamentních volbách (poslencký mandát nezískal, ale po vstupu JMO do vlády získal i post senátora, 1936–1938) a setrval v ní až do své smrti. Jako ministr dopravy zasedal v kabinetech Milana Stojadinoviće a Dragiši Cvetkoviće.
Na pozici předseda JMO získal nemalý kredit mezi muslimským obyvatelstvem v Jugoslávii a ve volbách se mu dařilo porážet mnohé protivníky ve straně i mimo ni. Spaho zastával postoj lavírování mezi Srby a Chorvaty, což mělo muslimy uchránit před rozdělením Bosny a Hercegoviny a jejich případnou společenskou i politickou marginalizací. Resort dopravy si udržel Spaho i v kabinetu národní shody Dragiši Cvetkoviće, nicméně roku 1939 ho zastihla předčasná smrt.
Mehmed se roku 1920 oženil s Habibou Šahinagić a spolu přivedli na svět syny Zijaha (*1920), právníka a soudce, Avdu (*1924), doktora ekonomických věd a v 90. letech 20. století politika, a dceru Eminu (*1922, roku 1942 se vdala za Avdu Kadiće).

## Ministerské posty
- 1. vláda Stojana Protiće (20. prosince 1918–16. srpna 1919), ministr lesního hospodářství a hornictví (do 23. 2. 1919)
- 14. vláda Nikoly Pašiće (26. března 1921–24. prosince 1921), ministr obchodu a průmyslu
- 15. vláda Nikoly Pašiće (24. prosince 1921–16. prosince 1922), ministr obchodu a průmyslu (do 3. 3. 1922), po něm Osman Vilović

- 3. vláda Ljubomira Davidoviće (27. července–6. listopadu 1924), post ministra financí
- 1. vláda Velimira Vukičeviće (17. dubna 1927–23. února 1928), ministr obchodu a průmyslu
- 2. vláda Velimira Vukičeviće (23. února 1928–27. července 1928), ministr obchodu a průmyslu
- vláda Antona Korošce (27. července 1928–6. ledna 1929), ministr obchodu a průmyslu
- 1. vláda Milana Stojadinoviće (24. června 1935–7. března 1936), ministr dopravy
- 2. vláda Milana Stojadinoviće (7. března 1935–21. prosince 1938), ministr dopravy
- 3. vláda Milana Stojadinoviće (21. prosince 1938–5. února 1939), ministr dopravy
- 1. vláda Dragiši Cvetkoviće (5. února 1939–26. srpna 1939), ministr dopravy (do 29. 6. 1939), po něm Džafer Kulenović